# Jean Zumbach
Jean Zumbach ou Jan Zumbach (né le 14 avril 1915 à Ursynów en Pologne et mort le 3 janvier 1986 à Paris) est un pilote de chasse polonais, as des forces armées polonaises de la Seconde Guerre mondiale.

## Biographie
Jan Zumbach est le petit-fils d'un immigré suisse. En 1936, après son baccalauréat, il s'engage volontairement dans l'Armée de l'Air, en dissimulant qu'il est toujours de nationalité suisse. En 1938 il termine l'École des cadets officiers de la force aérienne à Dęblin. Ensuite, il est affecté à la 111e escadrille de chasse (111 eskadra myśliwska).
À la suite d'un accident à l’atterrissage, il est hospitalisé et suit une convalescence. Après l'éclatement de la guerre, il n'arrive pas à trouver son unité et, le 17 septembre 1939, part en Roumanie, d'où il arrive en France via Beyrouth.
Le 13 mai 1940 Jan Zumbach est affecté à la patrouille Krasnodębski appartenant au groupe de chasse GC I/55. Après la bataille de France, il est évacué à Bordeaux et gagne l'Angleterre le 21 juin 1940.
Le 2 août 1940 il est affecté à la 303e escadrille de chasse polonaise et remporte sa première victoire le 7 septembre. Le 17 mai 1942 Jan Zumbach devient le commandant de la 303e escadrille et le 4 août 1944 il prend la tête du 3rd Polish Fighter Wing. Le 7 avril 1945, il est fait prisonnier, et le 12 mai il revient en Angleterre.
Jan Zumbach est démobilisé en octobre 1946 et s'installe en Suisse. Pendant la guerre Jan Zumbach remporte 13 victoires homologuées.

## Après la guerre
Jan Zumbach, après la guerre, mène une vie d'aventurier. Il est copropriétaire d'une société d'avion-taxi et s'occupe à faire de la contrebande. Il ouvre une boîte de nuit à Paris, le Club de l'Etoile.
En 1962 il répond à l'offre de former et de commander l'aviation du Katanga. Il organise l'achat d'appareils Douglas A-26 Invader qui sont devenus le pilier de l'armée de l'air du Katanga et recrute des pilotes et des mécaniciens.
En 1967, on lui propose de devenir le commandant en chef de l'aviation du Biafra. Il accepte et participe personnellement au bombardement des forces gouvernementales du Nigeria.
Jan Zumbach meurt à Paris, le 3 janvier 1986 dans des circonstances inexpliquées. L'enquête sur sa mort a été close sans révéler au public ses résultats.

## Decorations
- Ordre militaire de Virtuti Militari
- La croix de la Valeur Krzyż Walecznych - 4 fois
- Distinguished Flying Cross - britannique - 2 fois

## Œuvres
- Ostatnia Walka: Moje życie jako lotnika, przemytnika i poszukiwacza przygód - Le dernier combat: Ma vie en tant qu'aviateur, contrebandier et aventurier.
- Jean Zumbach, Mister Brown, Aventures dans le ciel. Paris Robert Laffont, 1973.
- Ma drôle de guerre, je l'ai d'abord subie en Pologne[3]
- Hurricane (2018), film réalisé par Rob Cohen incarné par Iwan Rheon.